# Деллюк, Луи
Луи Деллюк (фр. Louis Delluc, 14 октября 1890 — 22 марта 1924) — французский кинорежиссёр, сценарист и кинокритик. Теоретик группы кинематографистов «Авангард». Предложил понятие «фотогении». С 1937 года во Франции присуждается за кинорежиссуру премия его имени.

## Деятельность

### Газеты и журналы
Луи Деллюк попытался создать теорию и эстетику кино. В течение ряда лет он руководил отделом критики в газете «Паримиди», затем сотрудничал с Диаман-Берже в журнале «Фильм», редактировал журналы «Киноклуб» и «Синема». Таким образом Деллюк имел возможность обличать от имени искусства дельцов и ремесленников, которые, по его словам, вели кино к интеллектуальному и художественному оскудению. 1914—1916 — редактирует журнал «Комедия Иллюстре». 1916 — становится главным редактором еженедельника «Фильм». 1918—1922 — ведёт отдел кинокритики в журнале «Пари Миди».

### Статьи и книги
В своих статьях Л. Деллюк с большой убедительностью подвергал критическому анализу произведения режиссёров-традиционалистов.
Многие статьи Л. Деллюка можно считать настоящим откровением. Впоследствии они были собраны им и изданы в 1919 году в виде отдельной брошюры под названием «Кино и компания». В том же году вышла его программная книга «Фотогения кино», затем книга о творчестве Ч. Чаплина «Шарло» и, наконец, сборник написанных им сценариев «Кинодрамы» (1924)с очень интересным предисловием. В 1922 опубликована книга «Джунгли кино». Его работы были написаны ярким публицистическим языком, отличались афористичностью и большой полемичностью.
Если бы не преждевременная смерть (он умер в марте 1924 года в возрасте 34 лет), Л. Деллюк, вероятно, сумел бы сделать много полезного и нужного для киноискусства своей страны. Он был пионером в молодой науке о кино. Л. Деллюк раньше, чем другие европейские киномастера, стал заниматься вопросами киноэстетики.

## Творчество
Выступая как теоретик и критик, Л. Деллюк собрал вокруг себя немало молодых адептов. Некоторые из них уже имели опыт работы на киностудиях. Его ближайшими соратниками были: Жермена Дюлак, Марсель Л’Эрбье, Жан Эпштейн. Все они пришли из литературы и журналистики, все они презирали коммерческий кинематограф, восторгались фильмами Гриффита и Инса и, по меткому выражению критика Л. Муссинака, смотрели на французскую кинематографию через американские очки.
Отлично понимая, что теория без практики недостаточно весома, Л. Деллюк решил заняться кинодраматургией и режиссурой. Свой первый сценарий «Испанский праздник» он написал для Ж. Дюлак, которая в 1919 году осуществила его постановку. В известной мере этот фильм можно считать программным для нового направления. За первым сценарием последовали новые: в 1920 г. — «Молчание», в 1921 — «Лихорадка» и в 1922 — «Женщина ниоткуда». Поставлены автором. 1921 — по сценарию Деллюка поставлен фильм «Чёрный дым» (реж. Куаффар).
Эмоциональность сценариев Деллюка давала режиссёру творческую зарядку — возможность своего видения авторского замысла, и в этом отношении не напоминала американские так называемые «железные сценарии», где всё заранее предусмотрено и оговорено. Хотя Деллюк не скрывал своего восхищения работами американских кинорежиссёров, но не находил нужным сковывать творческий порыв режиссёра рамками детально разработанного сценария.
Деллюк ставил перед заказчиками, финансировавшими его постановки, условие — создавать фильмы только по своим сценариям. Поэтому он имел возможность широко экспериментировать в области ритма, монтажа, освещения и композиции кадра. Деллюк умел передать глубокие переживания своих героев, создать атмосферу действия. Более чем за год до появления «Осколков», первого «безнадписного» фильма в Германии, он поставил «Молчание», в котором не было ни одной надписи, кроме вступительных титров.
Предвосхищая «внутренний монолог», ставший потом отличительной чертой многих звуковых фильмов, Деллюк добился аналогичных результатов, изобретательно обыгрывая детали, используя намеки, воспоминания и тонкую нюансировку в игре актёров. В результате изобретательной режиссуры «Молчание» было понятно зрителям без надписей. Многочисленные эксперименты Л. Деллюка отнюдь не затрудняли восприятия зрителями созданных им фильмов.

## Фильмография

### Только сценарист
- 1919 — Испанский праздник / режиссёр Жермен Дюлак.
- 1926 — Поезд без глаз / режиссёр Альберто Кавальканти.

### Режиссёр и сценарист
- 1920 — Американец, или Дорога в Эрноа / L’Americain ou le chemin d’Ernoa
- 1920 — Молчание / Le silence
- 1920 — Чёрный дым / Fumee noire
- 1920 — Гром / Le tonnerre
- 1921 — Лихорадка / Fievre
- 1922 — Женщина ниоткуда / La femme de nulle part
- 1924 — Наводнение

## Сочинения
- Деллюк Л. Фотогения. (Photogénie) М., 1920.
- Деллюк Л. Фотогения – СПб: Клаудберри, 2025.
- Деллюк Л. В дебрях кинематографа. М. — Л., 1921;
- Delluc L., CinemaetCie. P., 1919.
- Delluc L. Шарло (Charlot). P., 1921. (о Чарли Чаплине)

## Цитаты
Многие высказывания Л. Деллюка не потеряли своего значения и в наши дни. Но когда писалась «Фотогения», ему приходилось доказывать и спорить со своими противниками по каждому поводу. Афоризмы, насмешки и сарказм обильно пересыпали сочинения Л. Деллюка. Из-за этого часто терялась главная мысль, язык рассуждений становился витиеватым, порой манерным.